# Кляйнбліттерсдорф
Кляйнбліттерсдорф (нім. Kleinblittersdorf) — громада в Німеччині, знаходиться в землі Саар. Входить до складу району Саарбрюккен.
Площа — 27,29 км2. Населення становить 10 707 ос. (станом на 31 грудня 2021).